# 펀자브 FC
펀자브 FC(Punjab Football Club)는 모할리를 연고로 하는 인도의 축구단으로 현재 인도 슈퍼리그에 참가하고 있다.

## 우승
- I리그: 2017–18

## 역대 감독
| 감독                  | 임기   |
| --------------------- | ------ |
| 파나기오티스 딜베리스 | 2024 ~ |

틀:펀자브 FC 감독